# باغ خواجه
باغ خواجه روستایی در بخش درح از توابع شهرستان سربیشه واقع در استان خراسان جنوبی می‌باشد. براساس سرشماری مرکز آمار ایران در سال ۱۳۸۵، جمعیت آن ۹۸ نفر (۲۷خانوار) بوده‌است. فاصله ارتباطی روستا تا درح: ۱۷ کیلومتر، تا سربیشه: ۱۰۰ کیلومتر و تا مرکز استان (بیرجند) ۱۶۵ کیلومتر است، روستای باغ خواجه به دلیل مهاجرت زیاد نسل جوان، به دلیل نبودامکانات و مشکلات زندگی از جمله فراهم نبودن محیط کسب و کار، به مثل بسیاری از روستاها و آبادی‌ها در حال خاموشی کامل است، تا حدی که در چند سال اخیر شاهد رشد منفی جمعیت هستیم، هر چند در ایام تعطیل (محرم، نوروز و …) با برگشت مهاجرین به روستا بر جمعیت روستا افزوده شده و شور و حال خاصی حکم فرما می‌شود. روستای مذکور از لحاظ آب و هوا دارای آب و هوای گرم و خشک است که از اوایل خرداد تا پایان شهریور ماه بادهای ۱۲۰ روزه در حال وزیدن می‌باشد.